# Водонапірна башта №2
Водонапірна башта № 2 технічного водопостачання збудована у 1947 році, цегляна, висота до дна бака 20 метрів, діаметр бака  6,4 м, ємкість – 200 куб. м.  Вежа облаштована двома напірнорозвідними  стояками діаметром по 200 мм і переливним стояком діаметром 125 мм. Об'єм  і висота водонапірної башти достатні для забезпечення потрібного тиску і витрат на станції. Водонапірна башта облаштована водовказівною сигналізацією.

## Історія
Водонапірна башта № 2 технічного водопостачання збудована у 1947 році
Введення в дію перших водопроводів, які вже мали практичне економічне значення для розвитку міста, було пов’язане із спорудженням залізничних станцій і майстерень у Кременчуці та Крюкові. Протягом 1869 – 1870 рр. були прокладені залізничні колії з Кременчука до Харкова, Полтави, Єлисаветграда (суч. м. Кропивницький). В 1870-1872 роках була споруджена дільниця Крюків – Кременчук з мостом через Дніпро. І нарешті, 1 листопада 1887 року відкрився рух на дільниці Кременчук – Ромни. Таким чином Кременчук перетворився на важливий залізничний вузол на шляхах, що з’єднували Лівобережжя з Правобережною Україною.
Для нормальної роботи залізничної станції Кременчук  в 1869-1870 роках від привокзальної площі до лівого берега Дніпра, проклали лінію водопроводу з чавунних труб
Під час  Другої світової  війни технічне водопостачання станції було знищене. 
При відбудові водопостачання станції Кременчук у 1945 році біля зруйнованої водонапірної  башти була побудована тимчасова . 
У 1947 році на місці зруйнованої була збудована нова водонапірна башта за проектом попередньої. З 1947 року і до сьогодення капітальний ремонт башти не проводився.
Водонапірна башта № 2 технічного водопостачання належить відокремленому підрозділу «Кременчуцьке будівельно-монтажне  експлуатаційне управління» Державного підприємства «Південна залізниця».

## Будівля
Водонапірна башта  складається з бака (резервуара) для води, зазвичай циліндричної форми, і опорної конструкції (стовбура). Регулююча роль водонапірної башти полягає в тому, що в години зменшення водоспоживання надлишок води, що подається насосною станцією, накопичується у резервуарі водонапірної башти і витрачається з неї в години збільшеного водоспоживання.
- Пам'ятки архітектури Кременчука